# Liste von Dienstwaffen der deutschen Sicherheitsbehörden
Die Liste der Dienstwaffen der deutschen Sicherheitsbehörden soll einen Überblick über die regulären Dienstwaffen der sechzehn Landespolizeien, der Bundespolizei, des Bundeskriminalamts, der Polizei beim Deutschen Bundestag, des Zolls, der Feldjäger der Bundeswehr sowie der kommunalen Ordnungsbehörden geben.
Die Dienstwaffen des ehemaligen Bundesgrenzschutzes inkl. der Pistolen P2 und P3 sind hier nicht enthalten.
Die Liste ist nicht abschließend.

## Pistolen

### Polizeivollzugsdienst
Das Standard-Kaliber von Dienstpistolen in Deutschland ist Kal. 9 × 19 mm (Para/Luger). Die Standard-Pistolen (exklusive Spezialeinheiten) sind:
| Behörde                          | nicht mehr vergeben, jedoch noch im Einsatz | derzeit ausgegeben |
| -------------------------------- | ------------------------------------------- | ------------------ |
| Bundeskriminalamt                | P21                                         | P229, P30          |
| Bundespolizei                    | P6                                          | P30                |
| Polizei beim Deutschen Bundestag | P21                                         | P30                |
| Polizei Baden-Württemberg        | P5                                          | P2000              |
| Polizei Bayern                   | P1, P21, P7                                 | SFP9               |
| Polizei Berlin                   | P1, P6                                      | SFP9               |
| Polizei Brandenburg              | SIG Sauer P228                              | SFP9               |
| Polizei Bremen                   | P6                                          | P99 Q              |
| Polizei Hamburg                  | P6, P2000 V2                                | P99 Q              |
| Polizei Hessen                   | P6                                          | P30                |
| Polizei Niedersachsen            | P7, P2000                                   | SFP9               |
| Polizei Mecklenburg-Vorpommern   | P6                                          | SFP9               |
| Polizei Nordrhein-Westfalen      | P6                                          | P99 DAO            |
| Polizei Rheinland-Pfalz          | PP Super, P5                                | P99 Q              |
| Polizei Saarland                 | HK P9S, P10                                 | SFP9               |
| Polizei Sachsen                  | P7, P10                                     | SFP9               |
| Polizei Sachsen-Anhalt           | Makarow PM, SIG Sauer P6                    | Glock 46           |
| Polizei Schleswig-Holstein       |                                             | P99 Q              |
| Thüringer Polizei                |                                             | P10                |

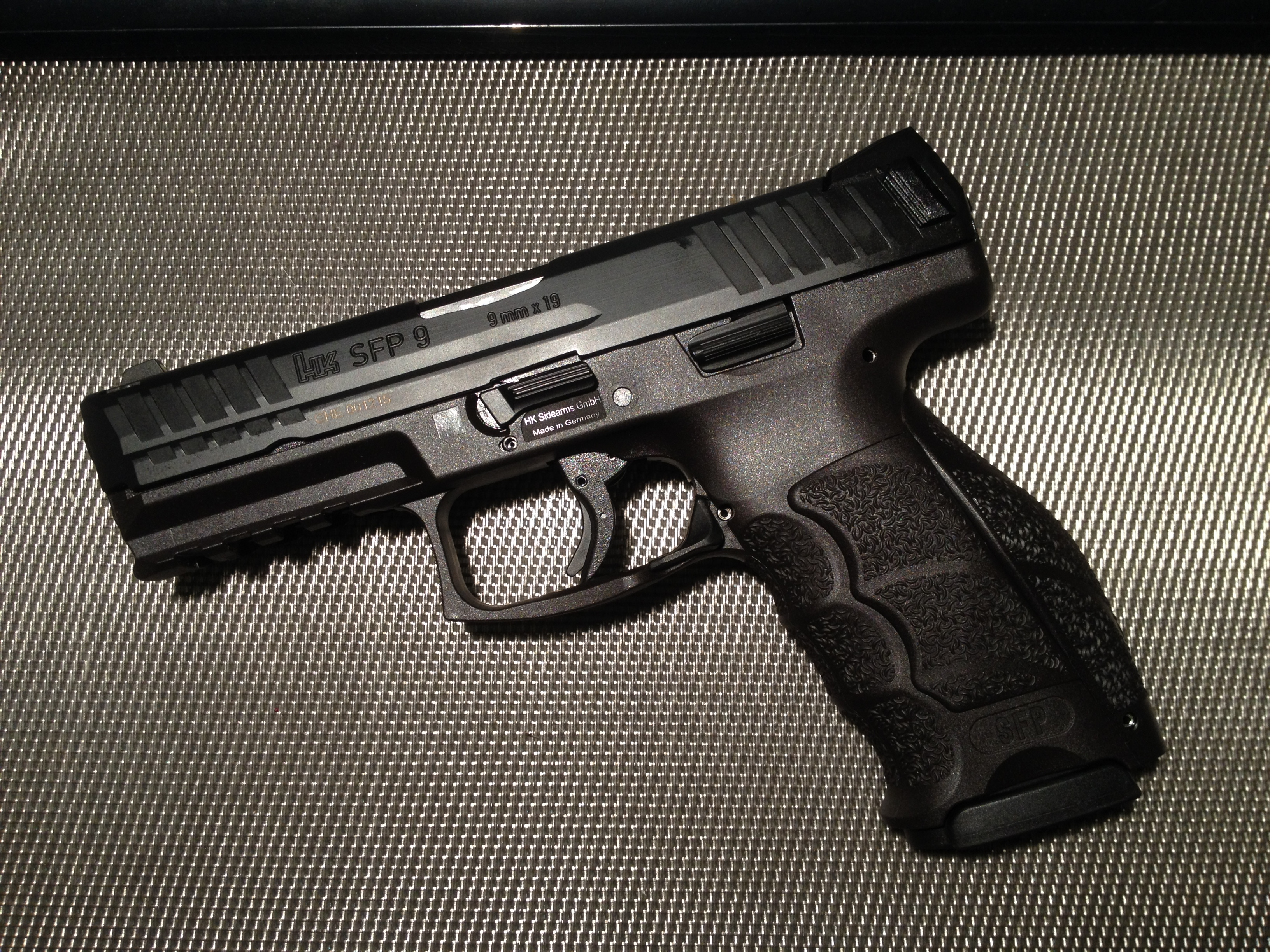
HK SFP9
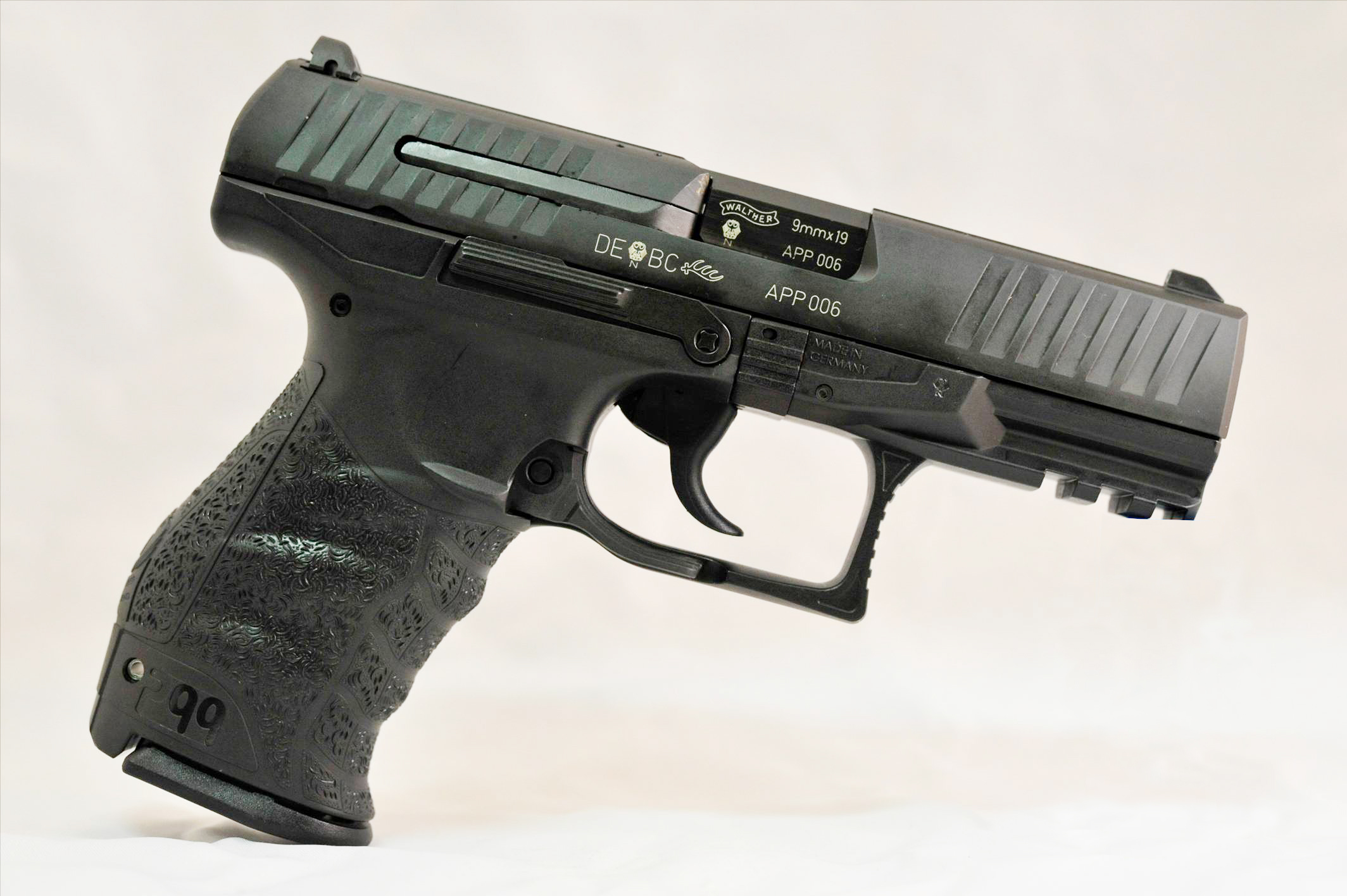
Walther P99 Q
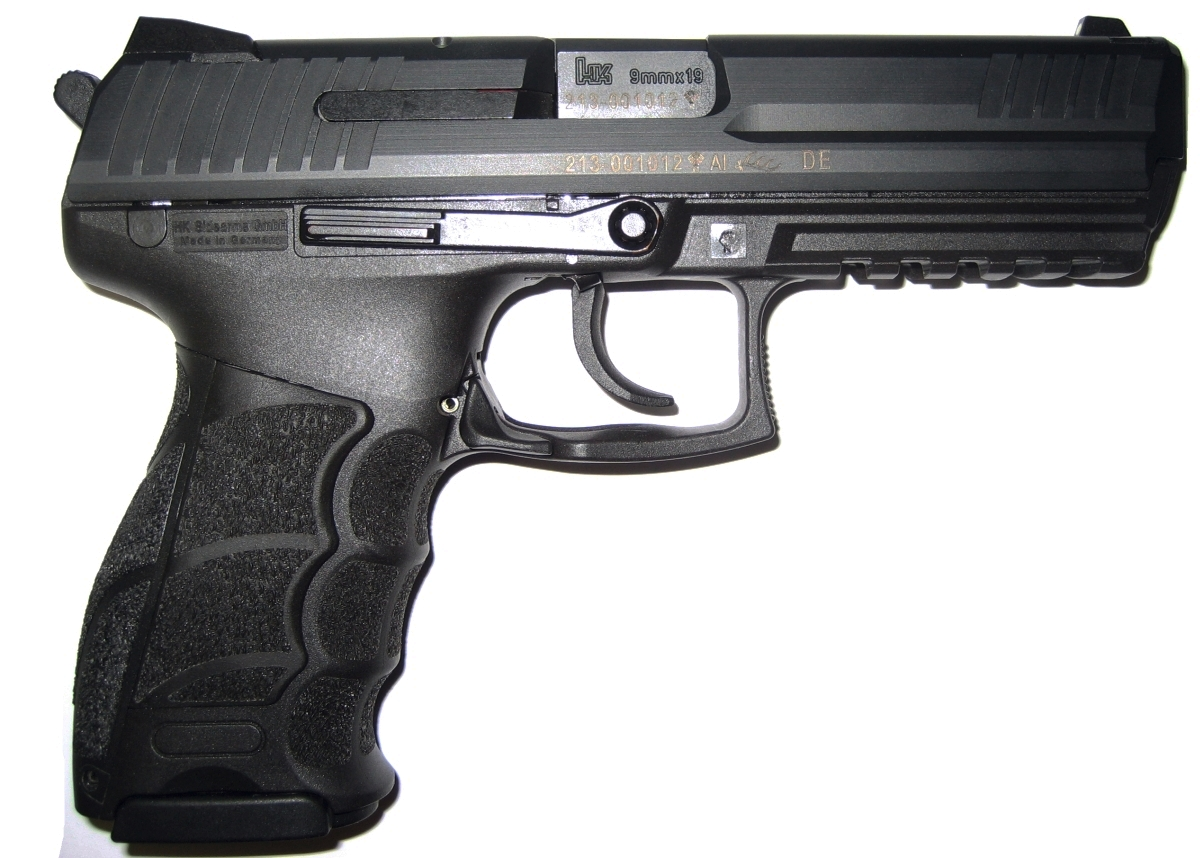
HK P30
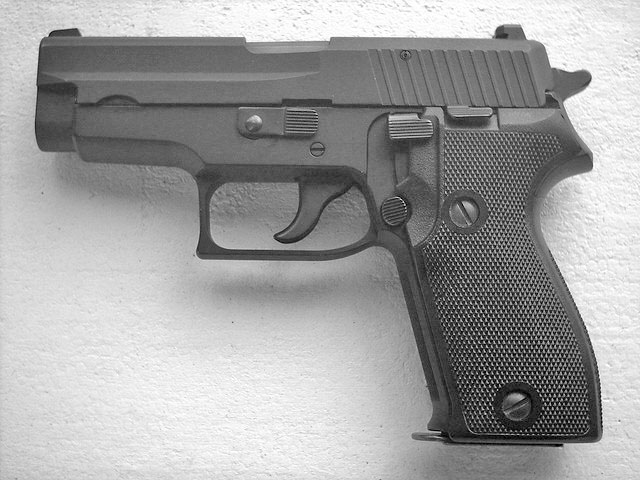
SIG Sauer P6 (P225)
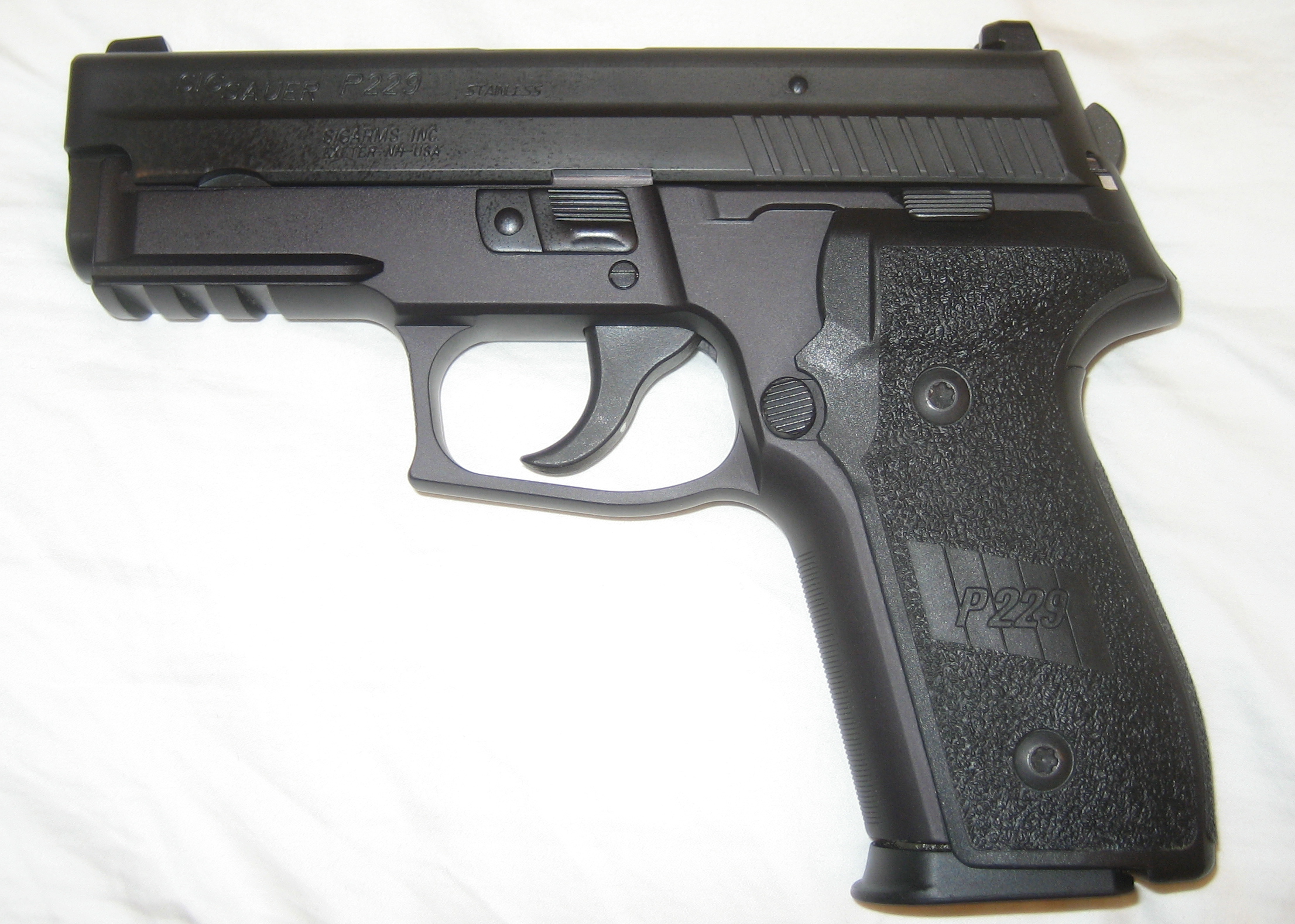
SIG Sauer P229
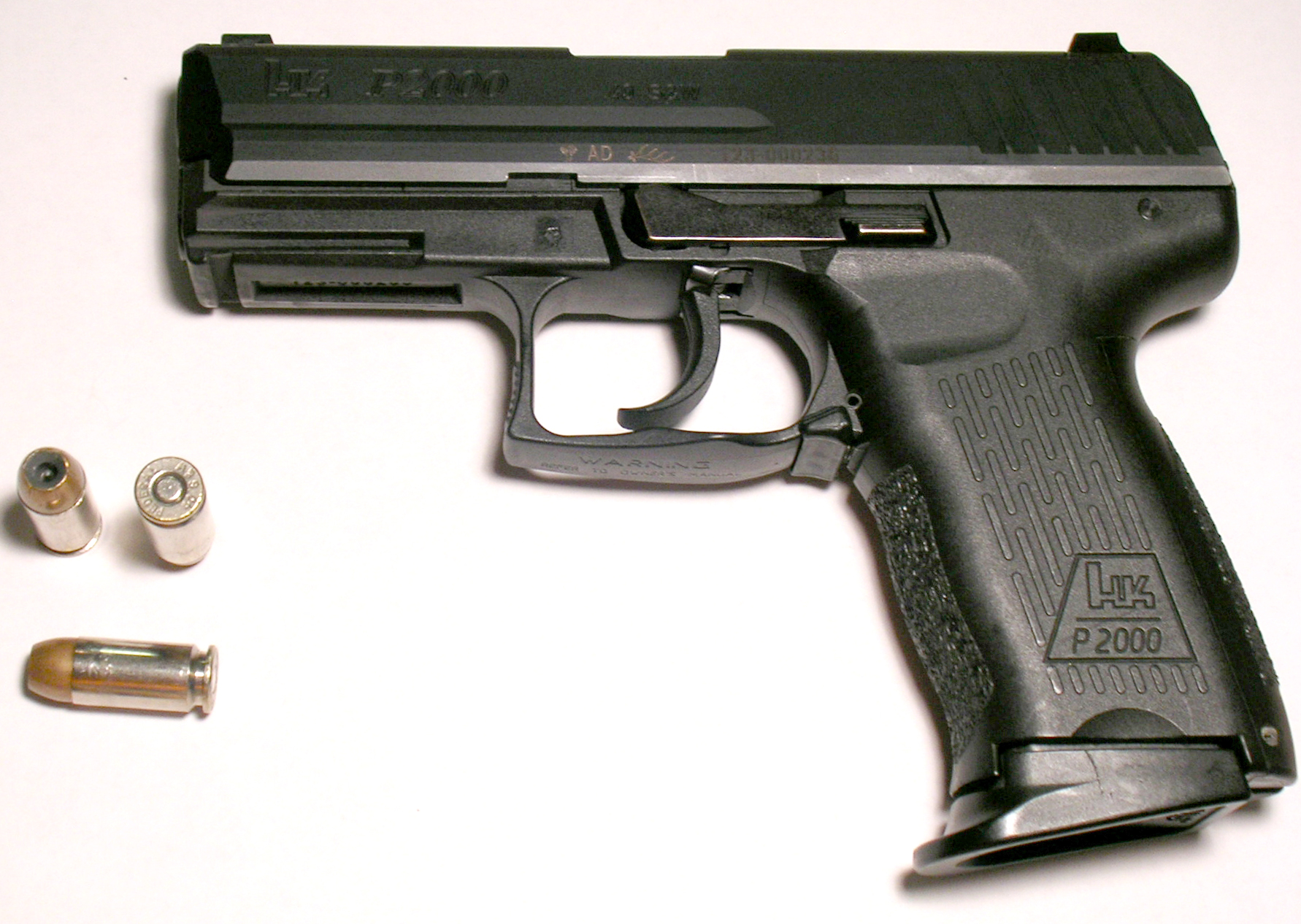
HK P2000

### Sonstige Sicherheitsbehörden
| Behörde                         | nicht mehr vergeben, jedoch noch im Einsatz | derzeit ausgegeben |
| ------------------------------- | ------------------------------------------- | --- |
| Bundeszollverwaltung            | P11, P6                                     | P30, Walther PPK sowie Smith&Wesson M29 (sog. Zollfahndungsdienstrevolver) für verdeckte Ermittler und Vertrauenspersonen des Zollfahndungsdienstes |
| Feldjägertruppe (Bundeswehr)    | P1, P7                                      | P8, P30V1 (CDA) |
| Ordnungsamt Dresden             | -                                           | P99 RAM CO2 mit Pepperball oder P99 Schreckschuss                                                                                                   |
| Stadtpolizei Frankfurt am Main  |                                             | SIG Sauer P320, HK SFP9 (seit Januar 2025) |
| Bundesamt für Verfassungsschutz |                                             | Glock 17 |

## Maschinenpistolen und Sturmgewehre

### Polizeivollzugsdienst

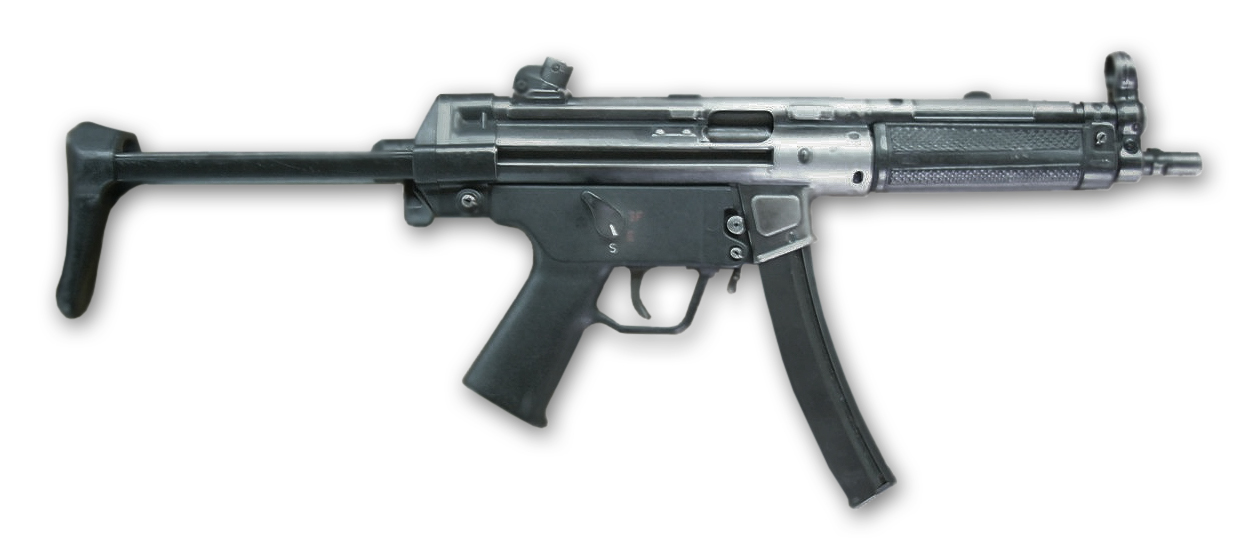
HK MP5

Polizeiliche Standard-Maschinenpistole ist bundesweit die HK MP5 (Kal. 9 × 19 mm). Sie wird allmählich von der HK MP7 (Kal. 4,6 × 30 mm) abgelöst, so bei der Polizei Baden-Württemberg und der Polizei Brandenburg. Die Polizei Brandenburg rüstet jedoch seit Ende 2022 wieder auf eine kampfwertgesteigerte HK MP5 mit einer Visiereinrichtung wie bei der HK MP7 und neuer Munition im bewährten Kal. 9x19 um. Da die Schussreichweite und Durchschlagskraft der bisherigen MP5 den aktuellen Anforderungen nicht mehr genügt, werden durch andere Polizeibehörden als Mitteldistanzwaffen bezeichnete Sturmgewehre beschafft.
Die Polizei Berlin führte im Jahr 2018 – für Spezialeinsatzkräfte und die drei Bereitschaftspolizei-Abteilungen – Sturmgewehre des Typs SIG MCX (Kal. 5,56 × 45 mm NATO) ein. Die Polizei Schleswig-Holstein bestellte im Jahr 2018 ebenfalls dieses Sturmgewehr.
Die Polizei Bayern vergab im September 2018 einen Auftrag zur Beschaffung von 800 Mitteldistanz-Sturmgewehren des Typs FN SCAR-L. Sie sind für den Einsatz bei lebensbedrohlichen Lagen durch Einsatzeinheiten und speziell dafür geschulte Kräfte des uniformierten Streifendienstes vorgesehen.
In der Bundeszollverwaltung werden in den Kontrolleinheiten des SG-C und SG-E sowie der Zollfahndung standardmäßig keine Maschinenpistolen oder Sturmgewehre ausgegeben.
Vom Grundsatz abweichend ist die Kontrolleinheit grenznaher Raum, nach Auslösen des APZV (Alarmplan der Zollverwaltung), mit der MP5 ausgerüstet. Weitere Ausnahmen bilden die Zentrale Unterstützungsgruppe Zoll sowie die drei mit Zeugenschutz beauftragten Observationseinheiten Zoll (Essen, Kaiserslautern und Hannover).
Hierbei kann die ZUZ auf einen großen Waffenmix zurückgreifen, während die OEZ ausschließlich mit MP 5 ausgerüstet ist.
Seegehende Einheiten verfügen zusätzlich über Signalpistolen, G36, G3 oder G8.
Nach einer fünfjährigen Evaluierung der WaffDV-Zoll und einer eingehenden Gefährdungsanalyse wurde, im Hinblick auf die gestiegene Gefährdung der eingesetzten Beamten, eine Verbesserung der Bewaffnung beschlossen. Standardmäßig sollen ab dem zweiten Quartal 2024 wieder flächendeckend bisher eingelagerte Maschinenpistolen vom Typ HK MP5 sowie für die Kontrolleinheiten Grenznaher Raum Gewehre vom Typ  HK G3 ausgegeben werden.
In einem zweiten Schritt werden diese Waffen ab dem dritten Quartal 2026 vollständig durch eine noch zu beschaffende Mitteldistanzwaffe abgelöst.
| Behörde                                         | nicht mehr vergeben, jedoch noch im Einsatz | derzeit ausgegeben   |
| ----------------------------------------------- | ------------------------------------------- | -------------------- |
| Bundespolizei                                   |                                             | HK G36C, HK MP5      |
| Bundeskriminalamt Auslands- und Spezialeinsätze |                                             | HK G36C, G36K        |
| Bundeskriminalamt MEK                           |                                             | SIG 553              |
| Polizei DBT                                     |                                             |                      |
| Polizei Baden-Württemberg                       | HK MP5                                      | HK MP7A1             |
| Polizei Bayern                                  |                                             | FN SCAR-L            |
| Polizei Berlin                                  |                                             | HK MP5 / SIG MCX     |
| Polizei Brandenburg                             | HK MP5                                      | HK MP7A1             |
| Polizei Bremen                                  |                                             | HK MP5               |
| Polizei Hamburg                                 | HK416                                       | HK MP5, Haenel CR223 |
| Polizei Hessen                                  |                                             | HK G38K              |
| Polizei Niedersachsen                           |                                             | HK MP5               |
| Polizei Mecklenburg-Vorpommern                  |                                             |                      |
| Polizei Nordrhein-Westfalen                     |                                             | HK MP5               |
| Polizei Rheinland-Pfalz                         |                                             | HK MP5               |
| Polizei Saarland                                |                                             |                      |
| Polizei Sachsen                                 |                                             | Haenel CR223         |
| Polizei Sachsen-Anhalt                          | HK MP5                                      | HK G36               |
| Polizei Schleswig-Holstein                      | HK MP5 / SIG MCX                            | HK 437               |
| Thüringer Polizei                               | HK MP5                                      | FN SCAR-SC L         |

### Sonstige Sicherheitsbehörden
| Behörde                      | nicht mehr vergeben, jedoch noch im Einsatz | derzeit ausgegeben |
| ---------------------------- | ------------------------------------------- | ------------------ |
| Zoll                         | HK MP5A5, HK G36K                           | HK 416             |
| Feldjägertruppe (Bundeswehr) | HK MP5                                      | HK MP7A1, HK G36K  |